# Federazione scacchistica della Romania
La Federazione scacchistica della Romania  (in romeno Federația Română de Șah) è l'organizzazione che coordina le attività di scacchi in Romania con sede a Bucarest. È stata fondata il 4 gennaio del 1925. Il presidente è Sorin-Avram Iacoban.
La federazione rumena organizza annualmente il Campionato rumeno di scacchi. Ha organizzato nell'agosto del 2021 il Campionato europeo femminile a Iași.